# Wiesenbach (Baden-Württemberg)
Wiesenbach è un comune tedesco di 3 140 abitanti, situato nel land del Baden-Württemberg.